# 完美风暴 (电影)
《完美风暴》（英語：The Perfect Storm）是一部2000年德国导演沃尔夫冈·彼得森执导的美国灾难片，改编自1997年由赛巴斯钦·锺格所写的同名书籍《超完美風暴》，该书记述 Andrea Gail号船员所遭遇的1991年完美风暴的真实冒险故事。喬治·克隆尼、馬克·華伯格、威廉·菲德內爾、約翰·C·萊利、黛安·蓮恩、凱倫·阿蘭和玛丽·伊丽莎白·马斯特兰托尼奥主演。2000年6月30日美国由华纳兄弟发行上映。

## 剧情
故事背景发生在1991年的马萨诸塞州的格洛斯特，讲述“安德烈·盖尔”号（Andrea Gail）船员为了捕鱼而遭遇到强烈风暴，之后全部牺牲的真实灾难故事。
電影記述是一艘六人捕劍魚的漁船，因為來到纽芬兰大浅滩以东的Flemish Cap大魚場大豐收，但是返航途中挑戰海上風暴失敗，釀成全船遇難的悲劇。

## 角色
- 喬治·克隆尼 - Frank William "Billy" Tyne， “安德烈·盖尔”号捕鱼船的船长
- 馬克·華伯格 - Robert "Bobby" Shatford，安德烈·盖尔”号捕鱼船船员
- 玛丽·伊丽莎白·马斯特兰托尼奥（英语：Mary Elizabeth Mastrantonio） - Linda Greenlaw，Hannah Boden号捕鱼船的女船长，替安德烈·盖尔”号发出了Mayday信号
- 黛安·蓮恩 - Christina "Chris" Cotter, Bobby Shatford的女友
- 約翰·C·萊利 - Dale "Murph" Murphy，“安德烈·盖尔”号捕鱼船船员，与前妻育有一个儿子
- 威廉·菲德內爾 - David "Sully" Sullivan，“安德烈·盖尔”号捕鱼船船员
- Michael Ironside - Bob Brown，“安德烈·盖尔”号 和 Hannah Boden号捕鱼船的船主
- 鲍勃·冈顿 - Alexander McAnally III, Mistral号帆船的船主
- 凱倫·阿蘭 - Melissa Brown, Mistral号帆船船员
- 切利·琼斯 - Edie Bailey, Mistral号帆船船员
- Allen Payne - Alfred Pierre, “安德烈·盖尔”号捕鱼船船员
- 约翰·霍克斯 - Michael "Bugsy" Moran, “安德烈·盖尔”号捕鱼船船员

## 製作
本片的主體拍攝於1999年7月26日開始，拍攝地包含洛杉矶和麻薩諸塞州。

## 反响
影片获得奥斯卡最佳视觉效果奖提名（Walt Conti, Stefen Fangmeier, John Frazier 和 Habib Zargarpour）和最佳音效奖提名（John T. Reitz, Gregg Rudloff, David E. Campbell 和 Keith A. Wester），均败给古装史诗片《角斗士》。烂番茄新鲜度为47%，获得混合口碑。
美国票房为1.826亿美元，海外成绩为1.461亿，全球累计3.287亿。

## 真实事件

### 塔马罗亚号营救行动
在历史上，美国海岸警卫队塔马罗亚号海巡舰先后参与了Satori号3人帆船（对应影片中Mistral号帆船）和坠海直升机的营救行动。塔马罗亚号为一艘建于二战时期的老式海巡舰，当时已近50岁的舰龄。塔马罗亚号先是尝试使用刚性充气艇营救，未成功，后改用海警HH-3F鹈鹕直升机 成功救起3人。
此外美国空军国民警卫队第106救援联队的铺路鹰直升机并非前往营救影片中3人帆船或“安德烈·盖尔”号，而是前去营救一艘单人帆船。其因天气极端恶劣而空中加油失败，在Westhampton Beach以南60英里处燃油耗尽。晚上9点30分，1号发动机停机，机组4人先后跳海，机长Ruvola控制直升机进入悬停自转状态，迎面而来的海浪击中直升机使之坠海，机长Ruvola从下沉的直升机中逃脱。美国海警的达索猎鹰20出动在坠机点20英里半径的扇区搜索，同时指引海警HH-3F鹈鹕直升机进行救援，但由于风速过大无法使用吊篮营救。后塔马罗亚号赶到坠机地点，使用救援拦截网将四名机组人员救起，此时距离坠机已经5个小时。最后一名机组人员、傘降救援队员Arden R. Smith在接下来的10天大搜索中仍未能找到，最终被宣布为死亡。